# Volavkovití
Volavkovití (Ardeidae) jsou jednou z čeledí řádu brodiví a pelikáni (Pelecaniformes). Jedná se o štíhlé ptáky, většinou velké nebo středně velké, s úzkým klínovitým zobákem. Mají 19-20 krčních obratlů, v klidu nesou krk esovitě prohnutý, ale při lovu kořisti dokáží hlavu prudce vymrštit a zobák přitom použijí jako harpunu. Esovitě prohnutý krk mají i za letu, čímž se odlišují od podobných ptáků, jako jsou čápovití, ibisovití, kolpíci a jeřábi.
Nohy volavkovitých jsou dlouhé, s neopeřenými běháky, noha je anizodaktylní, tři prsty směřují dopředu a jeden dozadu. Volavkovití mají na prsou a na kostřeci tzv. pudrové peří, jehož horní část se neustále odlamuje a vzniklý prach si pták vtírá do ostatního opeření. Nebývají pestře zbarvení a samec a samice vypadají velice podobně, ale zvláště ve svatebním šatě mohou mít chocholky či ozdobná pera. Jsou monogamní a hnízdí nad zemí, podle druhu v rákosinách nebo na stromech, vždy v blízkosti vody. Mláďata jsou krmivá.
Typickým životním prostředím volavkovitých jsou mělké sladké vody a mořská pobřeží. Jsou draví, většinou se živí vodními živočichy, rybami a obojživelníky, podle druhu ale požírají i ještěrky, malé savce, měkkýše, ptáky, korýše nebo hmyz. Obvykle na kořist nehnutě číhají a loví jí prudkým vymrštěním ostrého zobáku.

## Volavkovití v Česku
Na území České republiky pravidelně hnízdí čtyři druhy volavkovitých: volavka popelavá (Ardea cinerea), kvakoš noční (Nycticorax nycticorax), bukáček malý (Ixobrychus minutus) a bukač velký (Botaurus stellaris). Nepravidelně zde hnízdí též volavka bílá (Ardea alba) a volavka červená (Ardea purpurea), příležitostně, jako letní host, sem zalétá volavka stříbřitá (Egretta garzetta).